# Stolonella clausa
Stolonella clausa är en mossdjursart som beskrevs av Walter Douglas Hincks 1883. Stolonella clausa ingår i släktet Stolonella och familjen Beaniidae. Inga underarter finns listade i Catalogue of Life.